# Берегове (Калінінградська область)
Берегове (рос. Береговое) — селище Балтійського району, Калінінградської області Росії. Входить до складу Балтійського міського поселення.
Населення — 13 осіб (2015 рік).

## Населення
| 2010 |
| ---- |
| 13   |